# Forró Fest
O Forró Fest é um concurso de música de forró promovido pelas TV’s Cabo Branco e Paraíba, no estado da Paraíba, Brasil.

## História
Com o objetivo de descobrir novos talentos e homenagear os grandes valores da "cultura forrozeira", foi criado em 1987 o Forraço, que a partir de 1991 passou a se chamar Forró Fest em definitivo, e em poucos anos se tornou o maior festival de forró do Brasil.[carece de fontes?]
Além de reunir grande público em cada uma das suas quatro eliminatórias, distribuídas por algumas das cidades paraibanas, o Forró Fest tem recebido, a cada ano, um número maior de inscrições.
Já foram lançados vários CDs com as doze músicas selecionadas em cada edição. A cada festival, a TV Cabo Branco e a TV Paraíba exibem um compacto com o show da final, onde são apresentados os vencedores.

## Nomes Consagrados do Forró Fest
- Jackson do Pandeiro, Marinês, Sivuca, Amazan, Elba e Zé Ramalho, Antônio Barros e Cecéu, Genival Lacerda, Cabruêra e Flávio José,[carece de fontes?] são apenas alguns dentre dezenas de artistas que conquistaram o Brasil e o mundo compondo, cantando ou tocando forró.

## Cidades que já receberam eliminatória do Forró Fest[2]
| Ano  | Eliminatória 1 | Eliminatória 2 | Eliminatória 3 | Eliminatória 4 | Final          | Troféu Asa Branca                 |
| ---- | -------------- | -------------- | -------------- | -------------- | -------------- | --------------------------------- |
| 1988 | Cajazeiras     | João Pessoa    | não houve      | não houve      | Campina Grande | -                                 |
| 1989 | João Pessoa    | Patos          | não houve      | não houve      | Campina Grande | -                                 |
| 1990 | -              | -              | -              | -              | -              |                                   |
| 1991 | Patos          | João Pessoa    | não houve      | não houve      | Campina Grande | Marinês                           |
| 1992 | Cajazeiras     | João Pessoa    | não houve      | não houve      | Campina Grande | Jackson do Pandeiro (in memorian) |
| 1993 | Patos          | Guarabira      | não houve      | não houve      | Campina Grande | Geraldo Correia                   |
| 1994 | Patos          | João Pessoa    | não houve      | não houve      | Campina Grande | Antônio Barros e Cecéu            |
| 1995 | Patos          | João Pessoa    | não houve      | não houve      | Campina Grande | Rosil Cavalcante (in memorian)    |
| 1996 | Cabedelo       | Patos          | Bananeiras     | não houve      | Campina Grande | Zé Calixto                        |
| 1997 | Cabedelo       | Patos          | Bananeiras     | não houve      | Campina Grande | Cátia de França                   |
| 1998 | João Pessoa    | Patos          | Bananeiras     | não houve      | Campina Grande | Fuba de Taperoá                   |
| 1999 | João Pessoa    | Patos          | Bananeiras     | -              | Campina Grande | Biliu de Campina                  |
| 2000 | João Pessoa    | Patos          | Bananeiras     | não houve      | Campina Grande | João Gonçalves                    |
| 2001 | Cabedelo       | Patos          | Bananeiras     | não houve      | Campina Grande | Sivuca e Glorinha Gadelha         |
| 2002 | Cabedelo       | Patos          | Bananeiras     | não houve      | Campina Grande | Diomedes, o "dedo de ouro"        |
| 2003 | Cabedelo       | Patos          | Bananeiras     | não houve      | Campina Grande | Manoel Serafim e Chico Cézar      |
| 2004 | Cabedelo       | Patos          | Bananeiras     | não houve      | Campina Grande | Benedito do Rojão                 |
| 2005 | Cabedelo       | Patos          | Bananeiras     | não houve      | Campina Grande | Zabé da Loca                      |
| 2006 | Cabedelo       | Patos          | Solânea        | não houve      | Campina Grande | Pinto do Acordeon                 |
| 2007 | Pedras de Fogo | Patos          | Cuité          | não houve      | Campina Grande | Manuelzinho Silva                 |
| 2008 | Pedras de Fogo | Patos          | Guarabira      | Monteiro       | Campina Grande | Dejinha de Monteiro               |
| 2009 | Patos          | João Pessoa    | Guarabira      | Monteiro       | Campina Grande | Amazan                            |
| 2010 | João Pessoa    | Guarabira      | Sousa          | Monteiro       | Campina Grande | -                                 |
| 2011 | Monteiro       | Conde          | Sousa          | Guarabira      | Campina Grande | Capilé                            |
| 2012 | Conde          | Guarabira      | Alagoa Grande  | Sousa          | Campina Grande | Renata Arruda                     |
| 2013 | Cabedelo       | Monteiro       | Sousa          | Conde          | Campina Grande |                                   |
| 2014 | Cabedelo       | Sousa          | Conde          | Itabaiana      | Campina Grande |                                   |

Após 26 anos de atividades, o Sistema Paraíba de Comunicação, leia-se TVs Cabo Branco (JP) e Paraíba (CG), afiliadas da Rede Globo, desistiu de realizar o Forró Fest deste ano, tradicional evento da música nordestina. Os altos custos e a crise financeira que se abateu sobre as prefeituras paraibanas, parceiras do festival, levaram o Alto Comando das afiliadas a suspender a edição 2015.